# Borås Arena
El Borås Arena es un estadio de fútbol de Borås, Suecia. El estadio es propiedad del IF Elfsborg, fue inaugurado en 2005 y cuenta con una campo de césped artificial GreenFields MX. La capacidad del recinto es de entre 14 500-17 800 espectadores, dependiendo del uso, todos ellos con asientos. El Norrby IF también utiliza el estadio, y ambos compartieron antes el estadio Ryavallen. Hasta hace poco era el único estadio de la Allsvenskan construido en los últimos 40 años.

## Historia
La construcción del estadio se inició en diciembre de 2003 y fue inaugurado el 17 de abril de 2005, tras una inversión de más de diez millones de euros, cifra no muy alta considerando que era el estadio más moderno de Suecia en ese momento. Fue promovido por el Ayuntamiento de Borås que salió como un prestamista para el Elfsborg. La inversión corrió a cargo del club y del ayuntamiento, por lo que el IF Elfsborg poseería su propio estadio —a través de la empresa Borås Arena AB— y recibiría todos los ingresos de los partidos sin intermediarios.

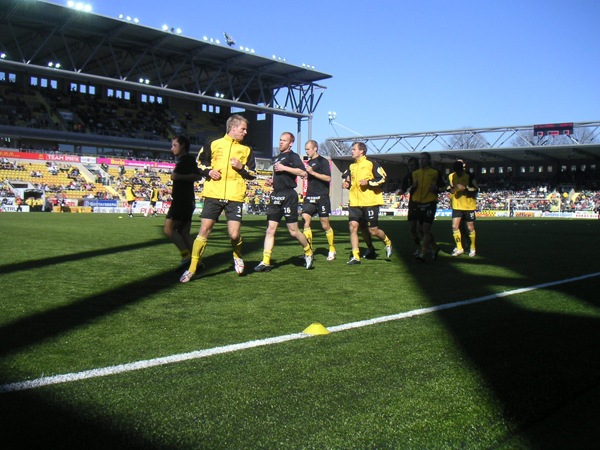
Los jugadores del IF Elfsborg saltan al Borås Arena en el partido inaugural ante el Örgryte IS.

El Borås Arena no sólo abrió una nueva era para el IF Elfsborg, sino también para otros clubes de la Allsvenskan, ya que el IF Elfsborg fue el primer club que construyó un nuevo estadio en propiedad. Muchos otros clubes siguieron sus pasos, tratando de poseer su propio estadio para obtener grandes recursos económicos. El Borås Arena consta de cuatro tribunas principales: Knallelandsläktaren, Ålgårdsläktaren, Sjuhäradsläktaren y Elfsborgsläktaren.
El primer partido disputado en el Borås Arena fue entre el IF Elfsborg y el Örgryte IS el 17 de abril de 2005 en la Allsvenskan. El partido terminó en victoria 1-0 para el Elfsborg, en el que Daniel Mobaeck anotó el primer gol en la historia en Borås Arena y el único del partido. El récord de asistencia actual es de 17 070 registrado el 4 de julio de 2005 en un partido entre el IF Elfsborg y el Kalmar FF, que marcó el regreso de las estrellas locales Anders Svensson y Mathias Svensson. Anders Svensson también se convirtió en el primer jugador en anotar un hat-trick en el Borås Arena durante el derbi ante sus rivales del IFK Göteborg, en el que el Elfsborg ganó 3-1. La asistencia más alta en competición europea fue en el play-off de la Liga de Campeones ante el Valencia CF, donde 13 148 espectadores presenciaron la derrota por 2-1, tras un gol de Daniel Alexandersson.
El estadio fue originalmente programado para ser sede de la Eurocopa Sub-21 de 2009, pero un conflicto de patrocinio entre la cadena de comida rápida sueca Max, con tienda en el estadio, y el patrocinador oficial de la UEFA, McDonalds, y la negativa a cerrar el restaurante llevó a la pérdida de su condición de sede para el torneo.